# Nekrolog 2. Quartal 1991
Nekrolog
◄◄
| ◄
| 1987
| 1988
| 1989
| 1990
| 1991 | 1992 | 1993 | 1994 | 1995 | ► | ►►
1. Quartal |
2. Quartal |
3. Quartal |
4. Quartal 1991
Weitere Ereignisse | Allgemeiner Nekrolog 1991
Die Beschreibung der verstorbenen Person sollte so kurz wie möglich gehalten sein und nur deren signifikante Tätigkeit(en) enthalten.
Neue Namen ggf. auch unter dem Geburts- und Sterbedatum, also etwa unter 1. Januar und im Geburts- und Sterbejahr (2024) eintragen (nur bei entsprechender großer Wichtigkeit). Für Beispiele siehe die schon vorhandenen Artikel.
Außerdem über die fünf zuletzt Verstorbenen, zu denen es einen ausreichend guten Artikel für eine Präsentation auf der Hauptseite gibt, nach der todesbedingten Überarbeitung der Artikel ggf. auch unter Wikipedia Diskussion:Hauptseite informieren und sie am besten auch in den anderen Wikipedia-Sprachversionen eintragen. Tipp: Regelmäßig bei news.google.de nach „ist tot“, „gestorben“ oder „verstorben“ suchen.
Wenn eine Person gestorben ist, gibt es viele Seiten zu dieser Person in der Wikipedia, die davon auch betroffen sind und entsprechend aktualisiert werden müssen. Beispiele: Namenübersichtsseite, Geburtsjahr, Geburtsort-Seiten und viele mehr.
Wie finde ich die betroffenen Seiten?
Im Suchfeld auf der linken Seite gibt man den Suchbegriff so ein: „Vorname Nachname“. Dann klickt man auf Volltext und alle Seiten mit entsprechendem Suchtext werden aufgerufen. Hier sieht man dann schnell, wo auch das Todesjahr Sinn macht oder sogar ein Teil des Artikels angepasst werden muss. Auch hilft das „Werkzeug“ auf der linken Seite sehr gut, um solche Seiten aufzufinden: „Links auf diese Seite“. Somit ist die Wikipedia wieder aktuell in allen Bereichen! Hinweis: bei Eintragung der Kategorie „Gestorben JAHR“ wird der Missbrauchsfilter 49 ausgelöst, was jedoch nicht schlimm ist. Siehe: Spezial:Missbrauchsfilter/49
Dies ist eine Liste von im zweiten Quartal 1991 verstorbenen bekannten Persönlichkeiten. Die Einträge erfolgen innerhalb der einzelnen Daten alphabetisch sortiert. Tiere sind im Nekrolog für Tiere zu finden.

## April
| Tag       | Name                                      | Beruf, bekannt als                                                                            | Alter | Beleg |
| --------- | ----------------------------------------- | --------------------------------------------------------------------------------------------- | ----- | ----- |
| 1. April  | Jesús Antonio Castro Becerra              | kolumbianischer römisch-katholischer Geistlicher                                              | 82    |       |
| 1. April  | Jon Eardley                               | US-amerikanischer Jazztrompeter                                                               | 62    |       |
| 1. April  | Martha Graham                             | US-amerikanische Tänzerin, Choreografin und Pädagogin                                         | 96    |       |
| 1. April  | Eddie Miller                              | US-amerikanischer Jazz-Saxophonist und Klarinettist                                           | 79    |       |
| 1. April  | Ernst-Günther Mohr                        | deutscher Diplomat                                                                            | 86    |       |
| 1. April  | Paulo Muwanga                             | ugandischer Politiker, Präsident Ugandas                                                      |       |       |
| 1. April  | Bjarne Nerem                              | norwegischer Jazzmusiker                                                                      | 67    |       |
| 1. April  | Detlev Rohwedder                          | deutscher Manager und Politiker (SPD)                                                         | 58    |       |
| 1. April  | Otto Schneider                            | österreichischer Komponist, Musikpädagoge und Musikwissenschaftler                            | 78    |       |
| 1. April  | Rudolf Schrader                           | deutscher Landwirt und Politiker (CDU), MdB, MdB                                              | 82    |       |
| 1. April  | Rina Wassiljewna Seljonaja                | sowjetische Theater- und Filmschauspielerin                                                   | 89    |       |
| 2. April  | Noel George Butlin                        | australischer Wirtschaftswissenschaftler und -historiker                                      | 69    |       |
| 2. April  | Arthur Emsheimer                          | Leiter der Schweizerischen Zentralstelle für Flüchtlingshilfe                                 | 91    |       |
| 2. April  | Leo Grebler                               | deutschamerikanischer Ökonom                                                                  | 90    |       |
| 2. April  | Rudolf Meyer                              | deutscher Theologe                                                                            | 81    |       |
| 3. April  | Jean Goss                                 | französischer Vertreter der Gewaltfreiheit                                                    | 78    |       |
| 3. April  | Graham Greene                             | britischer Schriftsteller                                                                     | 86    |       |
| 3. April  | Detlef Hammer                             | deutscher Kirchenjurist, Konsistorialpräsident, Offizier der Staatssicherheit der DDR         | 41    |       |
| 3. April  | Kurt Klay                                 | deutscher Politiker (SPD), MdL                                                                | 76    |       |
| 3. April  | Robert Veyron-Lacroix                     | französischer Cembalist und Pianist                                                           | 68    |       |
| 4. April  | Edmund Adamkiewicz                        | deutscher Fußballspieler                                                                      | 70    |       |
| 4. April  | Montserrat Alavedra i Comas               | katalanische Sopranistin und Musikpädagogin                                                   | 45    |       |
| 4. April  | Paulo César Araújo                        | brasilianischer Fußballspieler                                                                | 56    |       |
| 4. April  | Miriam Bernstein-Cohen                    | israelische Schauspielerin, Autorin und Übersetzerin                                          | 95    |       |
| 4. April  | Luc De Rijck                              | belgischer Fußballspieler                                                                     | 25    |       |
| 4. April  | Max Frisch                                | Schweizer Architekt und Schriftsteller                                                        | 79    |       |
| 4. April  | Henry John Heinz III                      | US-amerikanischer Politiker                                                                   | 52    |       |
| 4. April  | Hans Reichardt                            | deutscher Mathematiker                                                                        | 83    |       |
| 4. April  | Ernst Schönwiese                          | österreichischer Schriftsteller                                                               | 86    |       |
| 5. April  | Antonín Bradáč                            | tschechischer Fußballspieler                                                                  | 70    |       |
| 5. April  | Manley Lanier Carter                      | US-amerikanischer Astronaut                                                                   | 43    |       |
| 5. April  | Eve Garnett                               | englisch-britische Kinderbuchautorin und Buchillustratorin                                    | 91    |       |
| 5. April  | Heinrich Knipper                          | deutscher Politiker (CDU)                                                                     | 71    |       |
| 5. April  | Jiří Mucha                                | tschechischer Kosmopolit, Schriftsteller, Publizist und Drehbuchautor                         | 76    |       |
| 5. April  | Friederike Mulert                         | deutsche Politikerin (FDP), MdA                                                               | 94    |       |
| 5. April  | Gerhard Schmidt                           | deutscher Psychiater, Neurologe und Hochschullehrer                                           | 86    |       |
| 5. April  | William Sidney, 1. Viscount De L’Isle     | britischer Politiker, Mitglied des House of Commons und Generalgouverneur Australiens         | 81    |       |
| 5. April  | John Tower                                | US-amerikanischer Politiker                                                                   | 65    |       |
| 6. April  | Heinrich Draeger                          | deutscher Politiker (CDU), MdB                                                                | 84    |       |
| 6. April  | Jorge Gomondai                            | erstes Todesopfer eines fremdenfeindlichen Überfalls in Dresden nach der Wiedervereinigung    | 28    |       |
| 6. April  | Louis Joxe                                | französischer Politiker                                                                       | 89    |       |
| 6. April  | Allan Karlsson                            | schwedischer Skilangläufer                                                                    | 80    |       |
| 6. April  | Bill Ponsford                             | australischer Cricketspieler                                                                  | 90    |       |
| 7. April  | Cora DuBois                               | US-amerikanische Kulturanthropologin                                                          | 87    |       |
| 7. April  | Henry Glover                              | US-amerikanischer R&B-Produzent                                                               | 69    |       |
| 7. April  | Véra Nabokov                              | russisch-US-amerikanische Lektorin, Übersetzerin, Sekretärin und Ehefrau von Vladimir Nabokov | 89    |       |
| 7. April  | Ruth Page                                 | US-amerikanische Tänzerin, Choreographin und Ballettdirektorin                                | 91    |       |
| 7. April  | Heinold Steger                            | italienischer Funktionär, Politiker und Volksanwalt (Südtirol)                                | 63    |       |
| 7. April  | Erhard Telle                              | deutscher Militär, Generalmajor der LSK/LV der Nationalen Volksarmee                          | 58    |       |
| 8. April  | Tilo von Berlepsch                        | deutscher Schauspieler                                                                        | 77    |       |
| 8. April  | Dead                                      | schwedischer Black-Metal-Musiker                                                              | 22    |       |
| 8. April  | Pierre Grégoire                           | luxemburgischer Politiker, Mitglied der Chambre, Journalist und Schriftsteller                | 83    |       |
| 8. April  | Herbert Jordan                            | deutscher Internist und Balneologe                                                            | 71    |       |
| 8. April  | Albert Püllenberg                         | deutscher Raketen-Pionier                                                                     | 77    |       |
| 8. April  | Peter Schille                             | deutscher Journalist                                                                          | 51    |       |
| 8. April  | Kristian Osvald Viderø                    | färöischer Dichter, Vikar und Bibelübersetzer                                                 | 84    |       |
| 9. April  | Maurice Binder                            | US-amerikanischer Filmschaffender, Designer der James-Bond-Vorspänne                          | 65    |       |
| 9. April  | Norris Bowden                             | kanadischer Eiskunstläufer                                                                    | 64    |       |
| 9. April  | Erich Markowitsch                         | deutscher Politiker (KPD/SED), MdV, Mitglied des Ministerrats der DDR                         | 78    |       |
| 9. April  | Forrest Towns                             | US-amerikanischer Hürdenläufer                                                                | 77    |       |
| 10. April | Otto Berg                                 | norwegischer Leichtathlet                                                                     | 84    |       |
| 10. April | Karl Ehret                                | deutscher Ringer                                                                              | 79    |       |
| 10. April | Erich Fritze                              | deutscher Schauspieler und Synchronsprecher                                                   | 67    |       |
| 10. April | Kevin Peter Hall                          | US-amerikanischer Schauspieler                                                                | 35    |       |
| 10. April | Natalie Schafer                           | US-amerikanische Schauspielerin                                                               | 90    |       |
| 10. April | Jumdschaagiin Tsedenbal                   | mongolischer Staatsführer                                                                     | 74    |       |
| 11. April | Chester Anderson                          | US-amerikanischer Dichter und Science-fiction-Schriftsteller                                  | 58    |       |
| 11. April | Fredson Bowers                            | US-amerikanischer Buchwissenschaftler                                                         | 85    |       |
| 11. April | Dag Bryn                                  | norwegischer Psychologe, Politiker und Diplomat                                               | 82    |       |
| 11. April | Werner D. Falk                            | deutsch-amerikanischer Soziologe und Philosoph                                                | 84    |       |
| 11. April | Hermine Frühwirth                         | österreichische Architektin                                                                   | 82    |       |
| 11. April | Bruno Hoffmann                            | deutscher Glasmusiker                                                                         | 77    |       |
| 11. April | Bernard Taylor, Baron Taylor of Mansfield | britischer Bergmann, Gewerkschafter und Politiker (Labour), Mitglied des House of Commons     | 95    |       |
| 12. April | Werner Figgen                             | deutscher Politiker (SPD), MdL, MdB                                                           | 69    |       |
| 12. April | Ivar Waller                               | schwedischer Physiker und Kristallograph                                                      | 92    |       |
| 13. April | Ernst Bokon                               | österreichischer Fußballspieler                                                               | 69    |       |
| 13. April | Wilhelm Lanzky-Otto                       | dänischer Hornist und Hochschullehrer                                                         | 82    |       |
| 13. April | Friedrich K. Wanek                        | deutsch-rumänischer Komponist                                                                 | 61    |       |
| 14. April | Randolfo Pacciardi                        | italienischer Politiker (PRI), Mitglied der Camera dei deputati                               | 92    |       |
| 14. April | Lionello Levi Sandri                      | italienischer Europapolitiker                                                                 | 80    |       |
| 14. April | Yosef Tekoah                              | israelischer Diplomat                                                                         | 66    |       |
| 15. April | Heinz Fischer                             | deutscher Naturforscher und Ökologe                                                           | 80    |       |
| 15. April | Frauke Haasemann                          | deutsche Sängerin und Hochschullehrerin für Chorleitung                                       | 68    |       |
| 15. April | Isaak Israelewitsch Minz                  | sowjetischer Historiker                                                                       | 95    |       |
| 15. April | Erich Zander                              | deutscher Hockeyspieler                                                                       | 86    |       |
| 16. April | Robert Bauder                             | Schweizer Politiker (FDP)                                                                     | 75    |       |
| 16. April | Homer Bigart                              | US-amerikanischer Journalist                                                                  | 83    |       |
| 16. April | Ernst Theodor Eichelbaum                  | deutscher Politiker (CDU), MdB                                                                | 97    |       |
| 16. April | Ron Hays                                  | US-amerikanischer Computergrafiker, Multimediakünstler und Digitaler Künstler                 | 45    |       |
| 16. April | Wilhelm Kröger                            | deutscher Jurist und Politiker (SPD), MdHB                                                    | 87    |       |
| 16. April | David Lean                                | britischer Filmregisseur                                                                      | 83    |       |
| 16. April | Ove Lind                                  | schwedischer Jazz-Klarinettist                                                                | 64    |       |
| 16. April | Joseph Cornelius Rossaint                 | katholischer antifaschistischer Widerstandskämpfer                                            | 88    |       |
| 17. April | Jacques Armand                            | französischer Comiczeichner                                                                   | 33    |       |
| 17. April | Giovanni Malagodi                         | italienischer Politiker (PLI), Mitglied der Camera dei deputati                               | 86    |       |
| 17. April | Tadeusz Pietrzykowski                     | polnischer Boxer und Überlebender mehrere Konzentrationslager                                 | 74    |       |
| 17. April | Jack Yellen                               | US-amerikanischer Songwriter der Tin Pan Alley                                                | 98    |       |
| 18. April | Margarete Buscher                         | deutsche Sprinterin und Mittelstreckenläuferin                                                | 53    |       |
| 18. April | Gabriel Celaya                            | spanischer Schriftsteller                                                                     | 80    |       |
| 18. April | Thomas Arthur Connolly                    | US-amerikanischer römisch-katholischer Geistlicher                                            | 91    |       |
| 18. April | Martin Hannett                            | britischer Musikproduzent                                                                     | 42    |       |
| 18. April | Austin Bradford Hill                      | britischer Wissenschaftler und Forscher                                                       | 93    |       |
| 18. April | Heino Jürisalu                            | estnischer Komponist und Musikpädagoge                                                        | 60    |       |
| 19. April | Gustav Angenheister                       | deutscher Geophysiker                                                                         | 73    |       |
| 19. April | Erich Eltermann                           | deutscher Politiker (SPD), MdL                                                                | 74    |       |
| 19. April | Dilarə Əliyeva                            | aserbaidschanische Philologin, Übersetzerin, Feministin und Politikerin                       | 61    |       |
| 19. April | Ludwig Parise                             | österreichischer Politiker (SPÖ), Landtagsabgeordneter im Burgenland                          | 78    |       |
| 19. April | Charles Fernand Robert Popineau           | französischer Illustrator                                                                     | 65    |       |
| 19. April | Louise Dickinson Rich                     | US-amerikanische Schriftstellerin                                                             | 87    |       |
| 19. April | Henri de la Sayette                       | französischer Autorennfahrer                                                                  | 85    |       |
| 19. April | Friedrich Schürer-Waldheim                | österreichischer Chirurg                                                                      | 94    |       |
| 19. April | Josef Wallner                             | deutscher Politiker (WAV, DP), MdB                                                            | 82    |       |
| 20. April | Daniel Chirinos                           | chilenischer Fußballspieler                                                                   | 68    |       |
| 20. April | Rudolf Heberle                            | deutsch-US-amerikanischer Soziologe                                                           | 94    |       |
| 20. April | Hiroyuki Ebihara                          | japanischer Boxer im Fliegengewicht                                                           | 51    |       |
| 20. April | Anton Kotzig                              | tschechoslowakisch-kanadischer Mathematiker                                                   | 71    |       |
| 20. April | Heinz Lauenroth                           | deutscher Kommunalpolitiker (SPD) und Autor                                                   | 80    |       |
| 20. April | Steve Marriott                            | britischer Rockmusiker                                                                        | 44    |       |
| 20. April | Emmanuel Kiwanuka Nsubuga                 | ugandischer Geistlicher, Erzbischof von Kampala und Kardinal der römisch-katholischen Kirche  | 76    |       |
| 20. April | Seán Ó Faoláin                            | irischer Schriftsteller                                                                       | 91    |       |
| 20. April | Don Siegel                                | US-amerikanischer Regisseur                                                                   | 78    |       |
| 21. April | Richard Walker Bolling                    | US-amerikanischer Politiker                                                                   | 74    |       |
| 21. April | Willi Boskovsky                           | österreichischer Violinist und Dirigent                                                       | 81    |       |
| 21. April | Bernard Laidebeur                         | französischer Leichtathlet                                                                    | 48    |       |
| 21. April | Karl Schäfer                              | deutscher Politiker (CSU), MdL                                                                | 78    |       |
| 22. April | Jackie Berg                               | britischer Boxer                                                                              | 81    |       |
| 22. April | Karl Klasen                               | deutscher Jurist, Präsident der Deutschen Bundesbank (1970–1977)                              | 81    |       |
| 22. April | Henry Kreisel                             | kanadischer Anglist, Hochschullehrer und Schriftsteller                                       | 68    |       |
| 22. April | Leonhard Meurer                           | deutscher Priester der Römisch-katholischen Kirche                                            | 74    |       |
| 23. April | Avedis Boghos Derounian                   | US-amerikanischer Publizist                                                                   | 82    |       |
| 23. April | William Dozier                            | US-amerikanischer Filmproduzent und Schauspieler                                              | 83    |       |
| 23. April | Hans Erdmann                              | deutscher Generalmajor der Luftwaffe im Zweiten Weltkrieg                                     | 96    |       |
| 23. April | Peter Manns                               | deutscher Geistlicher, römisch-katholischer Kirchenhistoriker                                 | 68    |       |
| 23. April | Rudy Solari                               | US-amerikanischer Schauspieler                                                                | 56    |       |
| 23. April | Johnny Thunders                           | US-amerikanischer Punk-Musiker                                                                | 38    |       |
| 23. April | Tove Wisborg                              | dänische Schauspielerin                                                                       | 54    |       |
| 24. April | Cafer Çağatay                             | türkischer Fußballspieler und -funktionär                                                     | 92    |       |
| 24. April | Fritz Wilhelm Hörauf                      | deutscher Politiker (SPD), MdB                                                                | 82    |       |
| 24. April | Elfi König                                | österreichische Operettensängerin und Schauspielerin                                          | 86    |       |
| 24. April | Werner Neumann                            | deutscher Musikwissenschaftler und Bachforscher                                               | 86    |       |
| 25. April | Léo Arnaud                                | US-amerikanischer Jazzmusiker und Filmkomponist französischer Herkunft                        | 86    |       |
| 25. April | Wastl Fanderl                             | bayerischer Musiker, Volksliedsammler und -vermittler                                         | 75    |       |
| 25. April | Walter Anton Viktor Halstrick             | deutscher Unternehmer                                                                         | 90    |       |
| 25. April | Bogislav von Heyden-Linden                | deutscher Schauspieler                                                                        | 92    |       |
| 25. April | Michael Kühnen                            | deutscher Neo-Nazi, Anführer der deutschen Neo-Nazi-Bewegung                                  | 35    |       |
| 25. April | Richard Kurfürst                          | österreichischer Journalist                                                                   | 81    |       |
| 25. April | Arnold Matz                               | deutscher Komponist                                                                           | 87    |       |
| 25. April | Sandy Williams                            | US-amerikanischer Jazz-Posaunist und Bandleader                                               | 84    |       |
| 26. April | Carmine Coppola                           | US-amerikanischer Musiker und Komponist                                                       | 80    |       |
| 26. April | Jean Goujon                               | französischer Radrennfahrer                                                                   | 77    |       |
| 26. April | A. B. Guthrie Junior                      | US-amerikanischer Schriftsteller                                                              | 90    |       |
| 26. April | Lars Hall                                 | schwedischer Olympiasieger im Modernen Fünfkampf                                              | 63    |       |
| 26. April | Richard Bennett Hatfield                  | kanadischer Politiker                                                                         | 60    |       |
| 26. April | Ezio Marano                               | italienischer Schauspieler                                                                    | 63    |       |
| 26. April | Antônio de Castro Mayer                   | brasilianischer Bischof                                                                       | 86    |       |
| 26. April | Emily McLaughlin                          | US-amerikanische Schauspielerin                                                               | 62    |       |
| 26. April | Walter Reder                              | deutscher SS-Sturmbannführer und Kriegsverbrecher                                             | 76    |       |
| 26. April | Thaddeus Anthony Shubsda                  | US-amerikanischer Geistlicher, Bischof von Monterey in California                             | 66    |       |
| 27. April | Jack Ackerman                             | US-amerikanischer Songwriter, Sänger und Schauspieler                                         | 59    |       |
| 27. April | Fritz Corterier                           | deutscher Politiker (SPD), MdB, MdEP                                                          | 84    |       |
| 27. April | Georg Ehnes                               | deutscher Politiker (CSU), MdL, MdB                                                           | 70    |       |
| 27. April | Herbert Ganslmayr                         | deutscher Ethnologe                                                                           |       |       |
| 27. April | Georgi Schischkoff                        | bulgarisch-deutscher Mathematiker und Philosoph                                               | 78    |       |
| 27. April | Robert Velter                             | französischer Comiczeichner                                                                   | 82    |       |
| 27. April | Elinor Remick Warren                      | US-amerikanische Komponistin und Pianistin                                                    | 91    |       |
| 28. April | Steve Broidy                              | US-amerikanischer Filmproduzent                                                               | 85    |       |
| 28. April | Ken Curtis                                | US-amerikanischer Schauspieler und Country-Sänger                                             | 74    |       |
| 28. April | Albrecht Joseph                           | deutsch-US-amerikanischer Theater- und Filmschaffender                                        | 89    |       |
| 28. April | Nicola Manzari                            | italienischer Dramatiker, Drehbuchautor und Filmregisseur                                     | 82    |       |
| 28. April | Tommy Paul                                | US-amerikanischer Boxer im Federgewicht                                                       | 82    |       |
| 28. April | Igal Roodenko                             | US-amerikanischer Bürgerrechtsaktivist und Anarchist                                          | 74    |       |
| 29. April | Bérengère de Lagatinerie                  | französische Schauspielerin und Model                                                         | 22    |       |
| 29. April | Henry M. Leicester                        | US-amerikanischer Chemiehistoriker und Biochemiker                                            | 84    |       |
| 30. April | Ghislaine Dommanget                       | französische Schauspielerin und Fürstin von Monaco                                            | 90    |       |
| 30. April | Tatul Krpejan                             | armenischer Kommandeur                                                                        | 26    |       |
| 30. April | Maria Mechelen                            | deutsche Benediktineroblatin und Sozialarbeiterin                                             | 88    |       |
| 30. April | Roy Seawright                             | US-amerikanischer Spezialeffektkünstler                                                       | 85    |       |
| April     | Jack Asher                                | britischer Kameramann                                                                         | 75    |       |
| April     | Farah Mohamed Jama Awl                    | somalischer Autor                                                                             |       |       |
| April     | Haim Hanani                               | israelisch-polnischer Mathematiker                                                            | 78    |       |
| April     | Catherine Maguire                         | US-amerikanische Leichtathletin                                                               | 85    |       |
| April     | Egil Woxholt                              | britischer Kameramann                                                                         |       |       |

## Mai
| Tag     | Name                                | Beruf, bekannt als                                                                                         | Alter | Beleg |
| ------- | ----------------------------------- | --- | ----- | ----- |
| 1. Mai  | Rainer Artenfels                    | österreichischer Schauspieler und Theaterregisseur                                                         | 51    |       |
| 1. Mai  | Charles Sutherland Elton            | britischer Ökologe und Zoologe                                                                             | 91    |       |
| 1. Mai  | Frank N. Ikard                      | US-amerikanischer Politiker                                                                                | 78    |       |
| 1. Mai  | Harry Kampling                      | deutscher Schriftsteller und Politiker (PDS), MdL                                                          | 60    |       |
| 1. Mai  | Cesare Merzagora                    | italienischer Politiker                                                                                    | 92    |       |
| 1. Mai  | Richard Thorpe                      | US-amerikanischer Filmregisseur                                                                            | 95    |       |
| 2. Mai  | Charles Kaufman                     | US-amerikanischer Drehbuchautor                                                                            | 86    |       |
| 3. Mai  | Mohammed Abdel Wahab                | ägyptischer Sänger und Komponist                                                                           | 84    |       |
| 3. Mai  | Hermann Arnhold                     | russlanddeutscher Dichter                                                                                  | 69    |       |
| 3. Mai  | LaRena Clark                        | kanadische Folksängerin                                                                                    | 86    |       |
| 3. Mai  | Harry Gibson                        | US-amerikanischer Boogie-Pianist und Sänger                                                                | 75    |       |
| 3. Mai  | Jerzy Kosiński                      | US-amerikanischer Schriftsteller polnischer Abstammung                                                     | 57    |       |
| 3. Mai  | Horst Kuhn                          | deutscher Jurist; Ermittlungsrichter für Terrorismus Spionage am Bundesgerichtshof in Karlsruhe            | 58    |       |
| 3. Mai  | Wolfgang Langkau                    | deutscher Generalmajor der Reserve und Angehöriger des Bundesnachrichtendienstes                           | 87    |       |
| 3. Mai  | Françoise Lugagne                   | französische Schauspielerin                                                                                | 76    |       |
| 3. Mai  | Matthias Maierbrugger               | österreichischer Heimatforscher                                                                            | 78    |       |
| 3. Mai  | Günther Noack                       | deutscher Eiskunstläufer                                                                                   | 78    |       |
| 3. Mai  | Yolande Plancke                     | französische Sprinterin                                                                                    | 82    |       |
| 3. Mai  | Heinz Theuerjahr                    | deutscher Bildhauer, Maler und Graphiker                                                                   | 77    |       |
| 3. Mai  | Georges Wellers                     | französischer Biochemiker und Historiker                                                                   | 86    |       |
| 3. Mai  | Vera Zahradnik                      | österreichisch-US-amerikanische Balletttänzerin                                                            | 82    |       |
| 4. Mai  | Helmuth Barth                       | deutscher Tier- und Dokumentarfilmer                                                                       | 58    |       |
| 4. Mai  | Fritz Eisenhuth                     | deutscher Agrarwissenschaftler und Hochschullehrer                                                         | 79    |       |
| 4. Mai  | Luigi Facelli                       | italienischer Hürdenläufer und Sprinter                                                                    | 92    |       |
| 4. Mai  | Pierre Glasson                      | Schweizer Politiker (FDP)                                                                                  | 84    |       |
| 4. Mai  | Otto Henze                          | deutscher Forstmann und Ornithologe                                                                        | 83    |       |
| 4. Mai  | Albert Hofbauer                     | österreichischer Politiker (SPÖ), Landtagsabgeordneter, Mitglied des Bundesrates                           | 80    |       |
| 4. Mai  | Alice Rosenstein                    | deutsch-US-amerikanische Neurologin, Psychiaterin und Neurochirurgin                                       | 92    |       |
| 4. Mai  | Günther Schramm                     | deutscher Mediziner                                                                                        | 94    |       |
| 5. Mai  | Rolf Bremer                         | deutscher Politiker (CDU), MdB                                                                             | 64    |       |
| 5. Mai  | Chaim Gross                         | US-amerikanischer Bildhauer und Zeichner                                                                   | 87    |       |
| 5. Mai  | Hermann Kopf                        | deutscher Politiker (CDU), MdB, MdEP                                                                       | 89    |       |
| 5. Mai  | Theo Pinkus                         | Schweizer Publizist und Buchhändler                                                                        | 81    |       |
| 6. Mai  | Wilfrid Hyde-White                  | britischer Schauspieler                                                                                    | 87    |       |
| 6. Mai  | Guido Martina                       | italienischer Comicautor                                                                                   | 85    |       |
| 6. Mai  | Herbert Schäfer                     | deutscher Fußballspieler und -trainer                                                                      | 63    |       |
| 6. Mai  | Gerd Suhren                         | deutscher Marineoffizier, Leitender Ingenieur für U-Boote im Zweiten Weltkrieg                             | 76    |       |
| 7. Mai  | Hans Bender                         | deutscher Psychologe, Parapsychologe und Arzt                                                              | 84    |       |
| 7. Mai  | Erich Buschle                       | deutscher Maler, Goldschmied und Glaskünstler                                                              | 89    |       |
| 7. Mai  | Lucien Duquesne                     | französischer Leichtathlet                                                                                 | 90    |       |
| 7. Mai  | Elsa Haensgen-Dingkuhn              | deutsche Malerin und Grafikerin der Neuen Sachlichkeit                                                     | 92    |       |
| 7. Mai  | Wolfgang Reichmann                  | deutscher Schauspieler                                                                                     | 59    |       |
| 7. Mai  | István Zsolt                        | ungarischer Fußballschiedsrichter                                                                          | 69    |       |
| 7. Mai  | Kurt Zube                           | deutscher Autor, Verleger, Versandbuchhändler und Gründer der Mackay-Gesellschaft                          | 85    |       |
| 8. Mai  | Hans Arnold                         | deutscher Fußballspieler                                                                                   | 49    |       |
| 8. Mai  | Edward G. Breen                     | US-amerikanischer Politiker                                                                                | 82    |       |
| 8. Mai  | Ralph Breyer                        | US-amerikanischer Schwimmer                                                                                | 87    |       |
| 8. Mai  | Hilde Krüger                        | deutsche Schauspielerin und Spionin                                                                        | 78    |       |
| 8. Mai  | Jean Langlais                       | französischer Komponist und Organist                                                                       | 84    |       |
| 8. Mai  | Annemarie Rübens                    | deutsch-argentinische Theologin, Widerstandskämpferin und Wohltäterin in Uruguay                           | 90    |       |
| 8. Mai  | Rudolf Serkin                       | österreichisch-US-amerikanischer Pianist                                                                   | 88    |       |
| 8. Mai  | Friedelind Wagner                   | deutsche Schriftstellerin und Opernregisseurin                                                             | 73    |       |
| 9. Mai  | Eugen Betzler                       | deutscher Politiker (SPD), MdL                                                                             | 75    |       |
| 9. Mai  | Eftim II.                           | türkischer orthodoxer Geistlicher, Patriarch der türkisch-orthodoxen Kirche                                | 71    |       |
| 9. Mai  | Mary Dilys Glynne                   | britische Phytopathologin                                                                                  | 96    |       |
| 9. Mai  | Wolfgang Kiesewetter                | deutscher Diplomat, Botschafter der DDR in der VAR, Schweden, Italien und Malta                            | 66    |       |
| 9. Mai  | Gustav Krämer                       | deutscher Politiker (SPD), MdL                                                                             | 82    |       |
| 9. Mai  | István Messzi                       | ungarischer Gewichtheber                                                                                   | 29    |       |
| 9. Mai  | Bruno Meyer                         | Schweizer Archivar und Historiker                                                                          | 80    |       |
| 9. Mai  | Blanca Mooney                       | argentinische Tangosängerin                                                                                | 51    |       |
| 10. Mai | Béla Balassa                        | US-amerikanischer Wirtschaftswissenschaftler                                                               | 63    |       |
| 10. Mai | Egon Bernoth                        | deutscher Gynäkologe und Geburtshelfer                                                                     | 70    |       |
| 10. Mai | Franz Hillinger                     | österreichischer Politiker (SPÖ), Beamter, Bürgermeister von Linz                                          | 69    |       |
| 10. Mai | Wilhelm Hoenerbach                  | deutscher Islamwissenschaftler                                                                             | 80    |       |
| 10. Mai | Gottfried Mutschlechner             | italienischer Bergsteiger (Südtirol)                                                                       | 41    |       |
| 10. Mai | Johannes Plendl                     | deutscher Physiker und Erfinder                                                                            | 90    |       |
| 10. Mai | Gustav Scherbaum                    | österreichischer Politiker (SPÖ), Bürgermeister von Graz                                                   | 84    |       |
| 10. Mai | Philipp Schupp                      | US-amerikanischer Handballspieler                                                                          | 79    |       |
| 10. Mai | Günther Schwietzke                  | deutscher Metallurg                                                                                        | 87    |       |
| 10. Mai | Jörgen Smit                         | norwegischer Schriftsteller, Lehrer und Anthroposoph                                                       | 74    |       |
| 10. Mai | Georg Strobl                        | deutscher Eishockeyspieler                                                                                 | 81    |       |
| 10. Mai | Teisutis Zikaras                    | australischer Bildhauer                                                                                    | 68    |       |
| 11. Mai | Władysław Eiger                     | polnischer Musiker                                                                                         | 84    |       |
| 11. Mai | Jusuf Hatunić                       | jugoslawischer Fußballspieler                                                                              | 40    |       |
| 11. Mai | Ho Dam                              | nordkoreanischer Politiker                                                                                 | 62    |       |
| 11. Mai | Harry Slochower                     | Germanist und Psychoanalytiker                                                                             |       |       |
| 12. Mai | Othmar Michael Friedrich            | österreichischer Geowissenschafter                                                                         | 88    |       |
| 12. Mai | Hans Peter Schanzlin                | Schweizer Musikwissenschaftler                                                                             | 74    |       |
| 13. Mai | Abdur Rahman Farès                  | algerischer Politiker und Staatspräsident, Mitglied der Nationalversammlung (Frankreich)                   | 80    |       |
| 13. Mai | Victor-Emanuel Preusker             | deutscher Politiker (FDP), MdB, MdEP und Bankier                                                           | 78    |       |
| 13. Mai | Heino Ruubel                        | estnischer Radrennfahrer                                                                                   | 69    |       |
| 13. Mai | Dschemal Georgijewitsch Silagadse   | sowjetischer Fußballspieler und -trainer                                                                   | 43    |       |
| 13. Mai | Peter Thannabaur                    | deutscher Bibliothekar                                                                                     | 58    |       |
| 13. Mai | Carl Weinrich                       | US-amerikanischer Organist und Musikpädagoge                                                               | 86    |       |
| 14. Mai | Giampiero Albertini                 | italienischer Schauspieler und Synchronsprecher                                                            | 63    |       |
| 14. Mai | Ignaz Horst Breitkreuz              | deutscher Maler, Zeichner und Grafiker                                                                     | 65    |       |
| 14. Mai | Omar Truman Burleson                | US-amerikanischer Politiker                                                                                | 85    |       |
| 14. Mai | Aladár Gerevich                     | ungarischer Fechter und Olympiasieger                                                                      | 81    |       |
| 14. Mai | Jiang Qing                          | chinesische Politikerin                                                                                    | 77    |       |
| 14. Mai | Mia Seeger                          | deutsche Designerin                                                                                        | 88    |       |
| 15. Mai | Abe Shintarō                        | japanischer Politiker                                                                                      | 67    |       |
| 15. Mai | Hans Andre                          | österreichischer Bildhauer und Maler                                                                       | 89    |       |
| 15. Mai | Anna Beyer                          | deutsche Widerstandskämpferin                                                                              | 82    |       |
| 15. Mai | Reno Browne                         | US-amerikanische Schauspielerin                                                                            | 70    |       |
| 15. Mai | Andreas Floer                       | deutscher Mathematiker                                                                                     | 34    |       |
| 15. Mai | Ronald Lacey                        | britischer Film- und Theaterschauspieler                                                                   | 55    |       |
| 15. Mai | Susano Polanco                      | dominikanischer Tenor                                                                                      | 88    |       |
| 15. Mai | Fritz Riess                         | deutscher Autorennfahrer                                                                                   | 68    |       |
| 15. Mai | Carlos José Santi Brugia            | italienischer römisch-katholischer Ordensgeistlicher                                                       | 70    |       |
| 15. Mai | Peter Schäcker                      | deutscher Journalist                                                                                       | 71    |       |
| 16. Mai | Johannes Bleive                     | estnischer Komponist                                                                                       | 81    |       |
| 16. Mai | Aoi Nakajima                        | japanische Schauspielerin                                                                                  | 45    |       |
| 17. Mai | Alfred Baumgartner                  | österreichischer Musikwissenschaftler, Schriftsteller und Übersetzer                                       | 86    |       |
| 17. Mai | Gisela Buchheim                     | deutsche Wissenschaftshistorikerin                                                                         | 60    |       |
| 17. Mai | Rudolf Hermann                      | deutsch-US-amerikanischer Strömungsmechaniker und Luftfahrttechniker                                       | 86    |       |
| 17. Mai | George Evelyn Hutchinson            | englischer Limnologe und Ökologe                                                                           | 88    |       |
| 17. Mai | Herman Moritz Kalckar               | dänischer Biochemiker                                                                                      | 83    |       |
| 17. Mai | George Konell                       | deutscher Schriftsteller                                                                                   | 78    |       |
| 17. Mai | Dmitri Konstantinowitsch Nawalichin | sowjetischer Architekt und Kunstmaler                                                                      | 79    |       |
| 17. Mai | Jean-Charles Snoy et d’Oppuers      | belgischer Politiker                                                                                       | 83    |       |
| 17. Mai | Tom Trana                           | schwedischer Rallyefahrer                                                                                  | 53    |       |
| 17. Mai | Ilse Trautschold                    | deutsche Schauspielerin                                                                                    | 85    |       |
| 18. Mai | Tālivaldis Āboliņš                  | sowjetischer Schauspieler und Sänger                                                                       | 59    |       |
| 18. Mai | Gerd Achgelis                       | deutscher Kunstflieger                                                                                     | 82    |       |
| 18. Mai | Ľudovít Feld                        | tschechoslowakischer Maler, Grafiker und Zeichner                                                          | 87    |       |
| 18. Mai | Gustav Haner                        | deutscher Schauspieler                                                                                     | 86    |       |
| 18. Mai | Friedrich Hexmann                   | österreichischer Politiker                                                                                 | 91    |       |
| 18. Mai | Otto Kähler                         | deutscher Bühnenbildner und Intendant                                                                      | 80    |       |
| 18. Mai | Ronald Lees                         | britischer Offizier der Luftstreitkräfte des Vereinigten Königreichs                                       | 81    |       |
| 18. Mai | Zdzisław Kostrzewa                  | polnischer Fußballspieler                                                                                  | 35    |       |
| 18. Mai | Rudolf Nierlich                     | österreichischer Skirennläufer                                                                             | 25    |       |
| 18. Mai | Friedrich Schiemann                 | deutscher Maler                                                                                            |       |       |
| 18. Mai | Horace Smirk                        | britischer Mediziner                                                                                       |       |       |
| 18. Mai | Harry Stockman                      | schwedischer Radioingenieur und Erfinder                                                                   | 85    |       |
| 19. Mai | Muriel Box                          | britische Drehbuchautorin und Regisseurin                                                                  | 85    |       |
| 19. Mai | Odia Coates                         | US-amerikanische Sängerin                                                                                  |       |       |
| 19. Mai | Saulius Gricius                     | litauischer Politiker und Umweltschützer                                                                   | 27    |       |
| 19. Mai | Friedrich Hesseldieck               | deutscher Politiker der NSDAP und Oberbürgermeister von Bochum                                             | 98    |       |
| 19. Mai | Rini Otte                           | niederländische Schauspielerin, Zeichnerin, Illustratorin und Bildhauerin                                  | 74    |       |
| 20. Mai | Erna Dinklage                       | deutsche Malerin der Neuen Sachlichkeit und der Arte Cifra                                                 | 95    |       |
| 20. Mai | Michel Gauquelin                    | französischer Psychologe und Statistiker                                                                   | 62    |       |
| 20. Mai | Keith MacMillan                     | kanadischer Musikproduzent, -manager und -verleger                                                         | 70    |       |
| 20. Mai | Joseph J. Maraziti                  | US-amerikanischer Politiker                                                                                | 78    |       |
| 20. Mai | Friedrich Schmidtmann               | deutscher Komponist                                                                                        | 78    |       |
| 20. Mai | Karl Taupitz                        | deutscher Bibliothekar und Statistiker                                                                     | 92    |       |
| 21. Mai | Lino Brocka                         | philippinischer Regisseur                                                                                  | 52    |       |
| 21. Mai | Ioan Petru Culianu                  | rumänischer Religionswissenschaftler, Kulturhistoriker, Philosoph und Essayist                             | 41    |       |
| 21. Mai | Rajiv Gandhi                        | indischer Politiker                                                                                        | 46    |       |
| 21. Mai | Julián Orbón                        | kubanischer Komponist                                                                                      | 65    |       |
| 21. Mai | Hans Ritter                         | deutscher Offizier, zuletzt General der Flieger im Zweiten Weltkrieg                                       | 98    |       |
| 21. Mai | Joachim Seeger                      | deutscher Kunsthistoriker                                                                                  | 87    |       |
| 22. Mai | Suze Arts                           | niederländische Aufseherin im KZ Herzogenbusch Polizeibeamter                                              | 74    |       |
| 22. Mai | Wolfgang Kössner                    | österreichischer Polizeibeamter                                                                            | 26    |       |
| 22. Mai | Derrick Lehmer                      | US-amerikanischer Mathematiker                                                                             | 86    |       |
| 22. Mai | Jacob Millman                       | US-amerikanischer Elektrotechniker                                                                         | 80    |       |
| 22. Mai | Stan Mortensen                      | englischer Fußballspieler                                                                                  | 69    |       |
| 22. Mai | Vicente Mortes                      | spanischer Politiker                                                                                       | 69    |       |
| 22. Mai | Eugen Nesper                        | deutscher Doppelagent der Gestapo                                                                          | 77    |       |
| 22. Mai | Anton Saur                          | deutscher Kommunalpolitiker                                                                                | 78    |       |
| 23. Mai | Manning Clark                       | australischer Historiker                                                                                   | 76    |       |
| 23. Mai | Ignacio Cuevas                      | US-amerikanischer Mörder                                                                                   | 59    |       |
| 23. Mai | Luigi Faggioni                      | italienischer Marineoffizier                                                                               | 81    |       |
| 23. Mai | Willi Helfert                       | österreichischer Maler und Graphiker                                                                       | 68    |       |
| 23. Mai | Wilhelm Kempff                      | deutscher Pianist und Komponist                                                                            | 95    |       |
| 23. Mai | Ilse Lichtenstädter                 | deutsch-US-amerikanische Orientalistin                                                                     | 89    |       |
| 23. Mai | Edmond Michiels                     | belgischer Wasserballspieler                                                                               | 77    |       |
| 23. Mai | Jean Van Houtte                     | belgischer Politiker und Premierminister                                                                   | 84    |       |
| 24. Mai | Georg Boner                         | Schweizer Historiker                                                                                       | 82    |       |
| 24. Mai | Gene Clark                          | US-amerikanischer Country-Musiker                                                                          | 46    |       |
| 24. Mai | Robert Dubovsky                     | österreichischer Werkzeugmacher und Politiker (KPÖ), Landtagsabgeordneter                                  | 83    |       |
| 24. Mai | Dirk Schoufs                        | belgischer Bassist, Sessionmusiker und Musikproduzent                                                      | 29    |       |
| 24. Mai | Josef Lošek                         | tschechoslowakischer Radrennfahrer                                                                         | 79    |       |
| 25. Mai | Eberhard Werdin                     | deutscher Komponist und Musikpädagoge                                                                      | 79    |       |
| 26. Mai | Clemens August Andreae              | österreichischer Nationalökonom                                                                            | 62    |       |
| 26. Mai | Edgar Bonjour                       | Schweizer Historiker                                                                                       | 92    |       |
| 26. Mai | Grete Dallner-Malmros               | österreichische Textilkünstlerin                                                                           | 85    |       |
| 26. Mai | Tillmann Gottschalk                 | deutscher Heimatdichter                                                                                    | 85    |       |
| 26. Mai | Hailu Yimenu                        | äthiopischer Politiker, Premierminister Äthiopiens                                                         |       |       |
| 26. Mai | Eugène Lourié                       | russischstämmiger Filmarchitekt, Regisseur und Szenenbildner beim französischen und US-amerikanischen Kino | 88    |       |
| 26. Mai | Wilfrid Roberts                     | britischer Politiker                                                                                       | 90    |       |
| 27. Mai | Temel Cingöz                        | türkischer Brigadegeneral der Gendarmerie                                                                  |       |       |
| 27. Mai | Ed Dodd                             | US-amerikanischer Comic-Künstler und Cartoonist                                                            | 88    |       |
| 27. Mai | Hanna Fuchs                         | tschechoslowakisch-australische Schriftstellerin                                                           | 84    |       |
| 27. Mai | Eric Heffer                         | britischer Politiker, Mitglied des House of Commons                                                        | 69    |       |
| 27. Mai | Alste Horn-Oncken                   | deutsche Kunsthistorikerin                                                                                 | 81    |       |
| 27. Mai | Elimar Kloos                        | deutscher Boxer                                                                                            | 83    |       |
| 27. Mai | Marlise Nicolaysen                  | deutsche Politikerin (FDP), MdHB                                                                           | 81    |       |
| 27. Mai | Leopold Nowak                       | österreichischer Musikwissenschaftler                                                                      | 86    |       |
| 27. Mai | Bertil Qvist                        | finnischer Mathematiker und Astronom                                                                       | 70    |       |
| 27. Mai | Rudolf Zöbeley                      | evangelischer Pfarrer und Kirchenliedkomponist                                                             | 90    |       |
| 28. Mai | Ernst Anders                        | österreichischer Schauspieler                                                                              | 63    |       |
| 28. Mai | Werner Baresel                      | deutscher Jurist                                                                                           | 80    |       |
| 28. Mai | Brigitte Bermann-Fischer            | deutsche Verlegerin, Schriftsetzerin und Kalligraphin                                                      | 86    |       |
| 28. Mai | Hermann Kownatzki                   | deutscher Historiker und Archivar                                                                          | 92    |       |
| 28. Mai | Victor Aloysius Meyers              | US-amerikanischer Politiker                                                                                | 93    |       |
| 28. Mai | Walter Steinbauer                   | deutscher Bobsportler                                                                                      | 46    |       |
| 29. Mai | Peter Betz                          | deutscher Ruderer                                                                                          | 61    |       |
| 29. Mai | Coral Browne                        | australisch-US-amerikanische Theater- und Filmschauspielerin                                               | 77    |       |
| 29. Mai | Anne Roe                            | US-amerikanische Psychologin und Professorin                                                               |       |       |
| 29. Mai | Henry Walston, Baron Walston        | britischer Politiker                                                                                       | 78    |       |
| 30. Mai | Joe Berger                          | österreichischer Schriftsteller                                                                            | 51    |       |
| 30. Mai | Walter Dirks                        | deutscher katholischer Publizist, Schriftsteller und Journalist                                            | 90    |       |
| 30. Mai | Roland V. Libonati                  | US-amerikanischer Politiker                                                                                | 90    |       |
| 30. Mai | Eugene Oberst                       | US-amerikanischer Leichtathlet                                                                             | 89    |       |
| 30. Mai | Wolfgang Ramsbott                   | deutscher Filmproduzent                                                                                    | 56    |       |
| 31. Mai | Marino Gentile                      | italienischer Philosoph und Pädagoge                                                                       | 85    |       |
| 31. Mai | Ronald Herbert Garvey               | britischer Kolonialgouverneur                                                                              | 87    |       |
| 31. Mai | Magnus Hestenes                     | US-amerikanischer Mathematiker                                                                             |       |       |
| 31. Mai | Claus Müller-Schönefeld             | deutscher Maler und Grafiker                                                                               | 81    |       |
| 31. Mai | Robert Schlapp                      | britischer Mathematiker                                                                                    | 91    |       |
| 31. Mai | Carlos Suffern                      | argentinischer Komponist                                                                                   | 89    |       |
| 31. Mai | Angus Wilson                        | britischer Schriftsteller                                                                                  | 77    |       |
| 31. Mai | Paul Ziffren                        | US-amerikanischer Sportfunktionär, Politiker und Anwalt                                                    | 77    |       |
| Mai     | Lennart Carlsson                    | schwedischer Romanist und Linguist                                                                         | 57    |       |
| Mai     | Wolfgang Langkau                    | deutscher Offizier                                                                                         | 87    |       |
| Mai     | Ingo Prihoda                        | österreichischer Lehrer, Heimatforscher und Museumsdirektor                                                | 69    |       |

## Juni
| Tag      | Name                                     | Beruf, bekannt als                                                                                    | Alter | Beleg |
| -------- | ---------------------------------------- | --- | ----- | ----- |
| 1. Juni  | Erich Dietel                             | deutscher Fußballtrainer                                                                              | 78    |       |
| 1. Juni  | David Ruffin                             | US-amerikanischer Gospel- und Soulsänger                                                              | 50    |       |
| 1. Juni  | Walter Schläpfer                         | Schweizer Historiker, Bibliothekar, Publizist und Politiker                                           | 77    |       |
| 1. Juni  | Rainer Sonntag                           | deutscher Rechtsextremist und Zuhälter                                                                |       |       |
| 1. Juni  | Wolfgang Stegmüller                      | deutsch-österreichischer Philosoph                                                                    | 67    |       |
| 2. Juni  | Ahmed Arif                               | kurdischstämmiger Dichter der Türkei                                                                  | 64    |       |
| 2. Juni  | Hermann Jöckel                           | deutscher Fußballspieler                                                                              | 70    |       |
| 2. Juni  | Robert Russell Newton                    | US-amerikanischer Physiker und Astronom                                                               | 72    |       |
| 3. Juni  | Margit Anna                              | ungarische Malerin                                                                                    | 77    |       |
| 3. Juni  | Elio Carniel                             | österreichisch-italienischer Kameramann                                                               | 67    |       |
| 3. Juni  | Harry Glicken                            | US-amerikanischer Vulkanologe                                                                         | 33    |       |
| 3. Juni  | Osmo Kaila                               | finnischer Kreuzworträtselerfinder, Schachspieler, -komponist und -kompositionspreisrichter           | 75    |       |
| 3. Juni  | Katia Krafft                             | französische Vulkanologin                                                                             | 49    |       |
| 3. Juni  | Maurice Krafft                           | französischer Vulkanologe                                                                             | 45    |       |
| 3. Juni  | Eva Le Gallienne                         | US-amerikanische Schauspielerin, Regisseurin, Theaterleiterin und -produzentin                        | 92    |       |
| 3. Juni  | Le Van Thiem                             | vietnamesischer Mathematiker                                                                          | 73    |       |
| 3. Juni  | Hans Merkt                               | deutscher Volkswirt und Politiker (CSU), MdL Bayern                                                   | 75    |       |
| 3. Juni  | Walter Stanley Mooneyham                 | US-amerikanischer Manager für Billy Graham, World Vision United States und World Vision International | 65    |       |
| 3. Juni  | Nagata Takeshi                           | japanischer Geophysiker                                                                               | 77    |       |
| 3. Juni  | Gerhard Rostin                           | deutscher Herausgeber, Lektor und Kulturredakteur                                                     | 62    |       |
| 3. Juni  | Sergiu Samarian                          | rumänischer Schachspieler, Schachschriftsteller und Bundestrainer des Deutschen Schachbundes          | 67    |       |
| 04. Juni | Adriaan Katte                            | niederländischer Hockeytorhüter                                                                       | 90    |       |
| 4. Juni  | Brian Murray                             | australischer Konteradmiral, Gouverneur von Victoria                                                  | 69    |       |
| 4. Juni  | Franz Schafranek                         | österreichischer Theaterleiter und Theaterregisseur                                                   | 61    |       |
| 4. Juni  | Rudolf Vogel                             | deutscher Politiker (CDU), MdB                                                                        | 85    |       |
| 5. Juni  | Min Chueh Chang                          | US-amerikanischer Mediziner                                                                           | 82    |       |
| 5. Juni  | Heo Jong-suk                             | koreanische Politikerin und Schriftstellerin                                                          | 88    |       |
| 5. Juni  | Carl-Erik Holmberg                       | schwedischer Fußballspieler                                                                           | 84    |       |
| 5. Juni  | Hans-Joachim Pochstein                   | deutscher Fußballspieler                                                                              | 38    |       |
| 5. Juni  | Erwin Rosenthal                          | deutsch-britischer Orientalist                                                                        | 86    |       |
| 5. Juni  | Wilhelm Siemer                           | deutscher Missionar                                                                                   | 87    |       |
| 6. Juni  | Stan Getz                                | US-amerikanischer Tenorsaxophonist                                                                    | 64    |       |
| 6. Juni  | Friedrich Hübner                         | deutscher evangelischer Bischof                                                                       | 79    |       |
| 6. Juni  | Gianni De Luca                           | italienischer Comiczeichner                                                                           | 64    |       |
| 6. Juni  | Rudolf Schiedermair                      | deutscher Jurist und Richter                                                                          | 82    |       |
| 6. Juni  | Hans-Gerd Schumann                       | deutscher Politikwissenschaftler und Hochschullehrer                                                  | 64    |       |
| 6. Juni  | Kurt Treu                                | deutscher klassischer Philologe                                                                       | 62    |       |
| 6. Juni  | Meinhard Uttecht                         | deutscher Kunstmaler                                                                                  | 71    |       |
| 7. Juni  | Rafael Colón                             | dominikanischer Sänger                                                                                | 73    |       |
| 7. Juni  | Eberhardt Klemm                          | deutscher Musikwissenschaftler                                                                        | 61    |       |
| 7. Juni  | Alfred Kornprobst                        | deutscher Gewichtheber                                                                                | 50    |       |
| 7. Juni  | Lotte Meyer                              | deutsche Schauspielerin                                                                               | 82    |       |
| 7. Juni  | Léon Sagnol                              | französischer Politiker, Mitglied der Nationalversammlung                                             | 99    |       |
| 8. Juni  | Heidi Brühl                              | deutsche Schlagersängerin und Schauspielerin                                                          | 49    |       |
| 8. Juni  | Monroe D. Donsker                        | US-amerikanischer Mathematiker                                                                        | 66    |       |
| 8. Juni  | Dimitrie Găzdaru                         | rumänischer Romanist und Linguist                                                                     | 94    |       |
| 8. Juni  | Hans Werner Schmidt                      | deutscher Kunsthistoriker                                                                             | 87    |       |
| 9. Juni  | Claudio Arrau                            | chilenischer Pianist                                                                                  | 88    |       |
| 9. Juni  | Dennis Babbage                           | britischer Mathematiker und Kryptoanalytiker                                                          | 82    |       |
| 9. Juni  | Erich Boltenstern                        | österreichischer Architekt                                                                            | 94    |       |
| 9. Juni  | Albert Danner                            | österreichischer Politiker (NSDAP, VdU/FPÖ), Landtagsabgeordneter zum Vorarlberger Landtag            | 78    |       |
| 9. Juni  | Max Guther                               | deutscher Architekt, Stadtplaner und Hochschullehrer                                                  | 82    |       |
| 09. Juni | Erkki Järvinen                           | finnischer Leichtathlet                                                                               | 86    |       |
| 9. Juni  | Erhart Mitzlaff                          | deutscher Maler, Grafiker und Architekt                                                               | 74    |       |
| 9. Juni  | Clemens Neuhaus                          | deutscher Maler                                                                                       | 63    |       |
| 10. Juni | Bertram C. Brookes                       | britischer Statistiker und Informationswissenschaftler                                                | 81    |       |
| 10. Juni | Luise Grimm                              | deutsche Malerin                                                                                      | 91    |       |
| 10. Juni | Tom Mobraaten                            | kanadischer Skispringer                                                                               | 81    |       |
| 10. Juni | Manja Mourier                            | dänische Artistin, Schauspielerin und Background-Sängerin                                             | 79    |       |
| 10. Juni | Irvine Page                              | US-amerikanischer Physiologe                                                                          | 90    |       |
| 10. Juni | Jack Purcell                             | kanadischer Badmintonspieler                                                                          | 87    |       |
| 10. Juni | Hans Schwartz                            | deutscher Fußballspieler                                                                              | 78    |       |
| 10. Juni | Silvan Tomkins                           | US-amerikanischer Philosoph und Psychologe, Entwickler der Affekttheorie                              | 80    |       |
| 10. Juni | Vercors                                  | französischer Schriftsteller und Karikaturist                                                         | 89    |       |
| 11. Juni | David Croll                              | kanadischer Anwalt, Offizier und Politiker                                                            | 91    |       |
| 11. Juni | Jules Géhéniau                           | belgischer theoretischer Physiker                                                                     | 82    |       |
| 11. Juni | Friedl Hardt                             | deutsche Schauspielerin                                                                               | 72    |       |
| 11. Juni | José Luis Martín Descalzo                | spanischer Priester, Dichter und Journalist                                                           | 60    |       |
| 11. Juni | Walter Uhlmann                           | deutscher Kommunist und Gewerkschafter                                                                | 86    |       |
| 11. Juni | John Vallier                             | englischer Pianist, Komponist, Musikpädagoge und Musikwissenschaftler                                 | 70    |       |
| 12. Juni | Edmund Beck                              | deutscher Ordensgeistlicher, Professor der biblischen Sprachen                                        | 88    |       |
| 12. Juni | Erroll Grandy                            | US-amerikanischer Jazz-Organist und Musikpädagoge                                                     | 70    |       |
| 12. Juni | Ageishi Iwao                             | japanischer Skilangläufer                                                                             | 83    |       |
| 12. Juni | Hanno Klein                              | deutscher Beamter                                                                                     |       |       |
| 12. Juni | Bert Reisfeld                            | österreichischer Komponist                                                                            | 84    |       |
| 12. Juni | Irma Schmidegg                           | österreichische Skirennläuferin                                                                       | 90    |       |
| 12. Juni | Max von Zabern                           | deutscher Politiker                                                                                   | 88    |       |
| 13. Juni | Ubaldesco Baldi                          | italienischer Sportschütze                                                                            | 46    |       |
| 13. Juni | Willy Bernath                            | Schweizer Skilangläufer und Karosseriebauer                                                           | 77    |       |
| 13. Juni | Karl Bielig                              | deutscher Politiker (SPD), MdB                                                                        | 92    |       |
| 13. Juni | Loulou Boulaz                            | Schweizer Alpinistin, Extrembergsteigerin, Skirennfahrerin                                            | 83    |       |
| 13. Juni | Guðmundur Halldórsson                    | isländischer Schriftsteller                                                                           | 65    |       |
| 13. Juni | Samuel Last                              | österreichischer Neurologe                                                                            | 89    |       |
| 13. Juni | Sigbert Ramsauer                         | österreichischer SS-Arzt in Konzentrationslagern                                                      | 81    |       |
| 13. Juni | John Schmitt                             | US-amerikanischer Ruderer                                                                             | 89    |       |
| 13. Juni | Rudolf von der Aa                        | deutscher Tierarzt                                                                                    | 77    |       |
| 14. Juni | Peggy Ashcroft                           | britische Schauspielerin                                                                              | 83    |       |
| 14. Juni | Stefano Canzio                           | italienischer Dokumentarfilmer und Spielfilmregisseur                                                 | 75    |       |
| 14. Juni | Werner Kraft                             | deutscher Bibliothekar, Literaturwissenschaftler und Schriftsteller jüdischer Herkunft                | 95    |       |
| 14. Juni | Bernard Miles                            | britischer Schauspieler                                                                               | 83    |       |
| 15. Juni | Richard Birthler                         | deutscher Ingenieur und Forscher                                                                      | 77    |       |
| 15. Juni | Helga Brauer                             | deutsche Schlagersängerin                                                                             | 55    |       |
| 15. Juni | Happy Chandler                           | US-amerikanischer Politiker                                                                           | 92    |       |
| 15. Juni | Günter Heiden                            | deutscher Fußballspieler                                                                              | 48    |       |
| 15. Juni | W. Arthur Lewis                          | britischer Nobelpreisträger und Ökonom                                                                | 76    |       |
| 16. Juni | Manfred Ackermann                        | österreichischer Politiker                                                                            | 92    |       |
| 16. Juni | Friedrich Benesch                        | deutscher Priester, Anthroposoph und Schriftsteller                                                   | 83    |       |
| 16. Juni | Vicki Brown                              | britische Sängerin                                                                                    | 50    |       |
| 16. Juni | Joanna Konarzewska                       | polnische Malerin, Graphikerin, Innenausstatterin und Kunstpädagogin                                  | 64    |       |
| 16. Juni | Karl Krammig                             | deutscher Politiker (CDU), MdBB, MdB                                                                  | 83    |       |
| 16. Juni | Emmanuel Laroche                         | französischer Sprachwissenschaftler, Spezialgebiet antike anatolische Sprachen                        | 76    |       |
| 16. Juni | Adina Mandlová                           | tschechische Schauspielerin                                                                           | 81    |       |
| 16. Juni | Vance Tartar                             | US-amerikanischer Biologe und Embryologe                                                              | 79    |       |
| 17. Juni | Pierre Jamet                             | französischer Harfenist und Musikpädagoge                                                             | 98    |       |
| 17. Juni | Wolfgang Jungandreas                     | deutscher Germanist, Dialektologe und Sprachwissenschaftler                                           | 96    |       |
| 17. Juni | Alexei Grigorjewitsch Kopnin             | sowjetischer Schachkomponist                                                                          | 72    |       |
| 17. Juni | Kurt Sperrhake                           | deutscher Klavierbauer und Firmenbegründer                                                            | 82    |       |
| 18. Juni | Ronald Allen                             | britischer Schauspieler                                                                               | 60    |       |
| 18. Juni | Leonida Frascarelli                      | italienischer Radrennfahrer                                                                           | 84    |       |
| 18. Juni | Hara Shimetarō                           | japanischer Arzt                                                                                      | 108   |       |
| 18. Juni | Klaus Hübschmann                         | deutscher Leichtathlet                                                                                | 58    |       |
| 18. Juni | Josef Laub                               | österreichischer Mathematiker                                                                         | 80    |       |
| 18. Juni | Zdeněk Pluhař                            | tschechischer Schriftsteller                                                                          | 78    |       |
| 18. Juni | Julijonas Steponavičius                  | litauischer katholischer Erzbischof, Administrator von Erzbistum Vilnius                              | 79    |       |
| 18. Juni | Raymond Vidal                            | französischer Politiker, Mitglied der Nationalversammlung                                             | 94    |       |
| 18. Juni | Hermann Witter                           | deutscher forensischer Psychiater                                                                     | 75    |       |
| 19. Juni | Jean Arthur                              | US-amerikanische Schauspielerin                                                                       | 90    |       |
| 19. Juni | Oskar Fredriksen                         | norwegischer Skilangläufer                                                                            | 82    |       |
| 19. Juni | Anna Hartnagel                           | deutsche Verlegerin und Politikerin (FDP/DVP), MdL                                                    | 91    |       |
| 19. Juni | Michael Westphal                         | deutscher Tennisspieler                                                                               | 26    |       |
| 20. Juni | Little Willie Anderson                   | US-amerikanischer Bluesmusiker (Mundharmonika, Gesang)                                                | 71    |       |
| 20. Juni | Carlos Argentino                         | argentinischer Sänger                                                                                 | 61    |       |
| 20. Juni | Joseph Jacobus van den Besselaar         | niederländischer Altphilologe, Romanist und Lusitanist, der zeitweise in Brasilien lehrte             | 75    |       |
| 20. Juni | Kitty ter Braake                         | niederländische Leichtathletin                                                                        | 77    |       |
| 20. Juni | Malcolm Frager                           | US-amerikanischer Pianist                                                                             | 56    |       |
| 20. Juni | Justo Goizueta Gridilla                  | spanischer Geistlicher, römisch-katholischer Bischof, Prälat von Madera                               | 78    |       |
| 20. Juni | Dattatraya Parashuram Karmarkar          | indischer Politiker, Rechtsanwalt und Autor                                                           | 88    |       |
| 20. Juni | Max Lüthi                                | Schweizer Literaturwissenschaftler und Märchenforscher                                                | 82    |       |
| 21. Juni | Pierre Bini                              | französischer Fußballspieler                                                                          | 67    |       |
| 21. Juni | Johann Brandner                          | deutscher Politiker (CSU), MdL (Bayern)                                                               | 88    |       |
| 21. Juni | Peter Josef Breuer                       | deutscher Grafiker                                                                                    | 83    |       |
| 21. Juni | Julio Gallardo                           | chilenischer Fußballspieler                                                                           | 49    |       |
| 21. Juni | Klaus Schwarzkopf                        | deutscher Schauspieler und Synchronsprecher                                                           | 68    |       |
| 22. Juni | M. F. K. Fisher                          | US-amerikanische Essayistin                                                                           | 82    |       |
| 22. Juni | Reinmar Fürst                            | deutscher Wirtschaftswissenschaftler                                                                  | 80    |       |
| 22. Juni | Theo Gießelmann                          | deutscher Verwaltungsjurist und Kommunalpolitiker                                                     | 65    |       |
| 22. Juni | Rudolf Wilhelm Janzen                    | deutscher Neurologe                                                                                   | 83    |       |
| 22. Juni | Carlos Henrique da Rocha Lima            | brasilianischer Romanist, Lusitanist und Grammatiker                                                  | 75    |       |
| 23. Juni | Cyril Aldred                             | britischer Ägyptologe, Kunsthistoriker und Schriftsteller                                             | 77    |       |
| 23. Juni | Flemming Danty                           | dänischer Schauspieler                                                                                | 43    |       |
| 23. Juni | Erwin Kothny                             | deutscher Landrat, Legationsrat, Konsul und Botschafter                                               | 84    |       |
| 23. Juni | Piero Lulli                              | italienischer Schauspieler                                                                            | 68    |       |
| 23. Juni | Lea Padovani                             | italienische Schauspielerin                                                                           | 70    |       |
| 23. Juni | Michael Pfleghar                         | deutscher Regisseur                                                                                   | 58    |       |
| 23. Juni | Heinz Schmitz                            | deutscher Politiker (CDU), MdL                                                                        | 82    |       |
| 23. Juni | Masayuki Takayanagi                      | japanischer Jazz- und Improvisationsmusiker                                                           | 58    |       |
| 24. Juni | Elina Guimarães                          | portugiesische Schriftstellerin, Juristin und Frauenrechtlerin                                        | 86    |       |
| 24. Juni | Franz Hengsbach                          | deutscher römisch-katholischer Kardinal                                                               | 80    |       |
| 24. Juni | Erich Püschel                            | deutscher Mediziner                                                                                   | 86    |       |
| 24. Juni | Philip Rastelli                          | US-amerikanischer Mafiaboss in New York City                                                          | 73    |       |
| 24. Juni | Rufino Tamayo                            | mexikanischer Maler                                                                                   | 91    |       |
| 24. Juni | Ernst Adalbert Voretzsch                 | deutscher Christlicher Archäologe und Kirchenhistoriker                                               | 82    |       |
| 25. Juni | Hans Bernlöhr                            | deutscher Boxer                                                                                       | 83    |       |
| 25. Juni | Irving Cohen                             | US-amerikanischer Schauspieler                                                                        | 87    |       |
| 25. Juni | Michael Heidelberger                     | US-amerikanischer Immunologe                                                                          | 103   |       |
| 25. Juni | Tauno Lindgren                           | finnischer Radrennfahrer                                                                              | 79    |       |
| 26. Juni | Arkadi Grigorjewitsch Adamow             | sowjetischer Schriftsteller                                                                           | 71    |       |
| 26. Juni | Kunibert Gensichen                       | deutscher Schauspieler und Theaterregisseur                                                           | 84    |       |
| 26. Juni | Carl von Holten                          | deutscher Diplomat                                                                                    | 91    |       |
| 26. Juni | Domina Jalbert                           | kanadischer Aerodynamiker                                                                             | 86    |       |
| 26. Juni | Jack A. Marta                            | US-amerikanischer Kameramann                                                                          | 88    |       |
| 26. Juni | Hans Schwade                             | deutscher Politiker (CDU), MdL                                                                        | 76    |       |
| 26. Juni | Antoine Touseul                          | Angehöriger der Waffen-SS                                                                             | 69    |       |
| 26. Juni | Iwa Wanja                                | bulgarische Sängerin, Schauspielerin und Drehbuchautorin                                              | 85    |       |
| 26. Juni | Wolfgang Zilzer                          | deutsch-US-amerikanischer Schauspieler                                                                | 90    |       |
| 27. Juni | Roger Joseph Bourrat                     | Bischof von Rodez                                                                                     | 64    |       |
| 27. Juni | Klaas Bruinsma                           | niederländischer Drogenhändler und Mafiaboss                                                          | 37    |       |
| 27. Juni | Molly Geertsema                          | niederländischer Politiker (VVD)                                                                      | 72    |       |
| 27. Juni | Klemens Großimlinghaus                   | deutscher Radrennfahrer                                                                               | 49    |       |
| 27. Juni | Niels Carlo Heilmann                     | grönländischer Politiker (Atassut) und Fischer                                                        | 64    |       |
| 27. Juni | Carl Lauterbach                          | deutscher Maler und Kunstsammler                                                                      | 84    |       |
| 27. Juni | Cynthia Longfield                        | irische Biologin                                                                                      | 94    |       |
| 27. Juni | George MacLeod, Baron MacLeod of Fuinary | schottischer Geistlicher                                                                              | 96    |       |
| 27. Juni | Peter Maronde                            | deutscher Schauspieler, Moderator                                                                     | 52    |       |
| 27. Juni | Martin Müller                            | deutscher Politiker (CDU) und Politikwissenschaftler, MdHB                                            | 53    |       |
| 27. Juni | Wilhelm Rieck                            | deutscher Veterinärmediziner                                                                          | 97    |       |
| 27. Juni | Bertram Eugene Warren                    | US-amerikanischer Kristallograph                                                                      | 88    |       |
| 28. Juni | Curtis Bean Dall                         | US-amerikanischer Börsenhändler und Politiker                                                         | 94    |       |
| 28. Juni | Hans Nüsslein                            | deutscher Tennisspieler                                                                               | 81    |       |
| 28. Juni | Herbert Petschow                         | deutscher Rechtshistoriker und Altorientalist                                                         | 81    |       |
| 28. Juni | Ferdinand Reiff                          | deutscher Chemiker sowie Hochschullehrer an der Universität Marburg                                   | 94    |       |
| 28. Juni | Nikolas Vogel                            | österreichischer Schauspieler und Fotograf                                                            | 24    |       |
| 28. Juni | Norbert Werner                           | österreichischer freischaffender Journalist und Kriegsberichterstatter sowie Kriegsopfer              |       |       |
| 29. Juni | André Adam                               | französischer Soziologe und Ethnologe                                                                 | 79    |       |
| 29. Juni | Nestore Cavaricci                        | US-amerikanisch-italienischer Schauspieler                                                            | 67    |       |
| 29. Juni | Richard Holmes                           | US-amerikanischer Jazzorganist                                                                        | 60    |       |
| 29. Juni | Henri Lefebvre                           | französischer marxistischer Philosoph, Soziologe und Intellektueller                                  | 90    |       |
| 29. Juni | Vladimír Leraus                          | tschechischer Filmschauspieler                                                                        | 85    |       |
| 29. Juni | Valerijonas Šadreika                     | litauischer Jurist und Politiker, Mitglied des Seimas                                                 | 53    |       |
| 29. Juni | Max Thurn                                | österreichischer Ökonom                                                                               | 80    |       |
| 30. Juni | Berndt Carlsson                          | schwedischer Radrennfahrer                                                                            | 84    |       |
| 30. Juni | John B. Goodman                          | US-amerikanischer Szenenbildner                                                                       | 89    |       |
| 30. Juni | Klaus Hartmann                           | deutscher Philosoph                                                                                   | 65    |       |
| 30. Juni | Adrianus Cornelis van Leeuwen            | niederländischer Komponist und Dirigent                                                               | 103   |       |
| 30. Juni | Tamaraxonim                              | sowjetische, usbekische Tänzerin, Sängerin, Schauspielerin und Choreografin                           | 85    |       |